# Fossil Record
Fossil Record is een aan collegiale toetsing onderworpen wetenschappelijk tijdschrift op het gebied van de paleontologie. Het is opgericht in 1998 en werd oorspronkelijk uitgegeven door Wiley-VCH. Sedert 2014 wordt het gepubliceerd door Copernicus Publications. De hoofdredacteuren zijn Martin Aberhan, Dieter Korn en Florian Witzmann (Museum für Naturkunde).